# Robe de couronnement d'Élisabeth II
Le couronnement de la reine Élisabeth II a eu lieu le 2 juin 1953. Commandée en octobre 1952, la robe a nécessité huit mois de recherche, de conception, de fabrication et de broderies complexes. Sur la robe figuraient : les emblèmes floraux des pays du Royaume-Uni et ceux des autres États du Commonwealth, dont la rose Tudor anglaise, le chardon écossais, le poireau gallois, le trèfle irlandais, la feuille d'érable canadienne, l'acacia australien, la fougère argentée de Nouvelle-Zélande, la protea sud-africaine, la fleur de lotus indienne pour l'Inde, la fleur de lotus de Ceylan et le blé, coton et jute du Pakistan.
La robe de couronnement, comme la robe de mariée d'Élisabeth II et d'autres robes royales notables de cette période, a été conçue par Norman Hartnell (en),. La reine avait souhaité que sa robe de couronnement soit faite de satin, comme sa robe de mariée, avec une accentuation sur l'élégance royale, mais sans insistance excessive sur la forme. La robe fait désormais partie de la Royal Collection.
Après le couronnement, la reine a porté cette robe à plusieurs reprises, comme lors de l'ouverture des parlements en Nouvelle-Zélande (1954), en Australie (1954), à Ceylan (1954) et au Canada (1957),.

## Design
La robe devait être un chef-d'œuvre historique digne de l'occasion, et donc devait se démarquer. Comme sa robe de mariée, la robe de couronnement a été conçue par Norman Hartnell. Il lui proposa dans un premier temps huit modèles différents:
- Le premier, très simple, semblable à celui porté par la reine Victoria lors de son couronnement ;
- le second, une robe fourreau moderne ajustée, brodée d'or;
- le troisième, une robe façon crinoline en satin blanc, tissu argenté et dentelle argentée;
- le quatrième, une robe en satin blanc brodé de lis blanc et de lys d'arum et incrusté de perles pendantes;
- le cinquième, un design coloré, avec des violettes, des roses et des blés ;
- le sixième, de satin blanc avec des broderies d'or, d'argent et de cuivre avec des branches de feuilles de chêne avec des glands;
- la septième, la rose Tudor d'Angleterre, cousue en appliqué en tissu d'or sur du satin blanc ;
- et le huitième, semblable au septième, mais incorporant les emblèmes floraux de la Grande-Bretagne et du Commonwealth[4],[8].

La reine préféra la dernière option, à condition que Hartnell introduise de la couleur et fasse quelques ajustements ; un neuvième design a ensuite été dessiné et présenté à Élisabeth à Sandringham. Plus tard, Hartnell a secrètement ajouté un trèfle à quatre feuilles brodé sur le côté gauche de sa robe comme un présage de bonne fortune. 

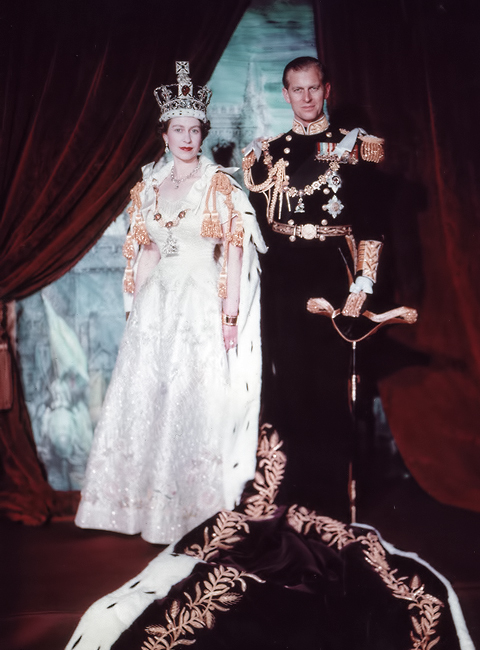
Élisabeth et son mari le duc d'Édimbourg dans leur portrait du couronnement.

Sur la version finale de la robe, figuraient : une rose Tudor, brodée de soie rose très pâle, avec des perles, du fil d'or et d'argent et des diamants roses; le poireau gallois, brodé de soie blanche avec des feuilles de soie vert très pâle; le chardon écossais, en soie mauve pâle, avec des améthystes et un calice brodé en soie verte réséda, de fil d'argent et de gouttes de rosée en diamant; le trèfle irlandais, comme le chardon, était brodé de soie vert tendre, de fil d'argent, d'or et de diamant ; ainsi que la feuille d'érable canadienne, faite de broderies de soie verte avec une veine de cristal et une bordure en or ; la fougère argentée de Nouvelle-Zélande, brodée en points droits avec de la soie verte tendre et veinée d'argent et de cristal; la fleur d'acacia d'Australie, réalisée avec une laine jaune mimosa grossière et un feuillage vert et or ; la protea sud-africaine, brodée de soie rose ombrée, avec des feuilles de soie verte et des pétales aux contours argentés; la fleur de lotus de l'Inde, faite de perles de rocaille et de pétales brodés de petites perles et de nacre; la fleur de lotus de Ceylan, faite d'opales, de nacre, de strass et de soie vert tendre ; et les trois emblèmes du Pakistan : le blé, fait de diamants en forme d'avoine et ses frondes avec du cristal doré, le coton, en argent avec des feuilles de soie verte, et le jute, brodé de soie verte et de fil d'or. 
En plus de la robe de couronnement, Hartnell a également designé une tunique en lin blanc unie appelée colobium sindonis, qui recouvrait initialement la robe de couronnement, à manches courtes et décolletée. Une cape en velours cramoisi, bordée d'hermine et comportant deux rangées de dentelle et de filigrane d'or délicatement brodés était attachée aux épaules. Le jour du couronnement, les six demoiselles d'honneur portaient cette robe derrière la reine. 

## Fabrication
La robe, qui a été commandée en octobre 1952, a nécessité huit mois de recherche, de conception et de fabrication. Sa broderie complexe a nécessité de nombreuses heures de travail assidu de la part des couturiers.  La soie utilisée pour fabriquer la robe provient de la ferme de soie de Lady Hart Dyke au château de Lullingstone. La robe a nécessité les efforts d'au moins trois couturières, six brodeuses et la Royal School of Needlework, chargée de la broderie travaillée au fil d'or. Le Robe of State of Crimson Velvet (la cape portée par la reine), qui était attaché aux épaules de la robe, a été tissé à la main par Warners de Braintree (Essex), en utilisant la soie du château de Lullingstone et fabriquée par MM. Ede & Ravenscroft de Chancery Lane, à Londres.